# 東常縁
東 常縁（とう つねより）は、室町時代中期から戦国時代初期の武将、歌人。郡上東氏第9代。美濃篠脇城主。官職が下野守だったため一般には東野州（とうやしゅう）と称される。

## 生涯
武将で歌人でもあった東益之の五男。生年は不詳であるが、明応3年（1494年）に94歳であったとする文献から応永8年（1401年）生とする説や、寛正6年（1465年）に59歳であったとする文献から応永14年（1407年）生とする説がある。当初は父益之とも交友のあった冷泉派の歌人正徹に学んだが、東家が代々二条派に属していたことも意識してか、宝徳2年（1450年）12月2日、正式に二条派の尭孝の門弟になった。
康正元年（1455年）、関東で享徳の乱が発生、それに伴い下総で起きた本家千葉氏の内紛を収めるため、8代将軍足利義政の命により、嫡流の千葉実胤・自胤兄弟を支援し馬加康胤・原胤房と戦い関東を転戦した。だが、古河公方足利成氏が常縁に敵対的な介入を図ったために成果は芳しくなかった上、同行していた酒井定隆も成氏に寝返った。
応仁元年（1467年）に始まった応仁の乱の際も関東に下向していたものと思われる。郡上の篠脇城には兄氏数がいたが、応仁2年（1468年）9月に美濃守護代斎藤妙椿に攻められて敗れ、東家に伝わる和漢書も失われた。妙椿と常縁は和歌を通じた知り合いであり、文明元年（1469年）2月には浜春利の仲介で常縁が妙椿に十首の歌を贈った。妙椿は篠脇城を返還、常縁は郡上に戻り、失われず残っていた東家伝来の『古今集』に奥書を加えた。文明3年（1471年）には正月28日から4月8日まで、宗祇に『古今集』の講釈を行った（古今伝授）。この年、大坪基清にも請われて『古今集』の講釈を行っている。文明14年には藤原定家の家集『拾遺愚草』から58首を選び、加注して宗祇に与えた。常縁のその後は資料が乏しく、不明。
家集には『常縁集』、歌学書には『東野州聞書』がある。

## 関連書籍
- 井上宗雄,島津忠夫編『東常縁』和泉書院 1994
- 東常縁原著 細川幽斎補『新古今集聞書 幽斎本 本文と校異』荒木尚編著 九州大学出版会 1986